# Perpet de Tours
Saint Perpet ou Perpetuus († 8 avril 491) est le sixième évêque de Tours, d'à peu près 460 à 490. Il succède à Eustoche, son grand-père, et son successeur, Volusien, était également de sa famille. Perpet est le maître d'ouvrage de la première basilique Saint-Martin de Tours.
Issu d'une famille d'ordre sénatorial des Arvernes, il devient évêque de Tours l'hiver 460. Au cours de son sacerdoce, qui dure trente ans, le peu de sources dont on dispose suffit à montrer que le christianisme se développe et s'enracine fermement en Touraine.
Peu après son sacre, saint Perpet préside un concile de huit évêques, le 11 novembre 461, réuni à l'occasion de la Saint Martin pour fixer la discipline ecclésiastique. Il en tient un autre à Vannes en 465. Par la suite, il exerce une surveillance étroite sur les prêtres de son diocèse, car des chroniques mentionnent quelques cas de déchéance.
Perpet fait édifier des monastères et des églises, mais son grand œuvre est d'avoir remplacé la petite chapelle de Brice qui abritait le tombeau de Martin de Tours (437) par une basilique (470) pour laquelle il commande des peintures et des inscriptions destinées à exalter les mérites et la puissance du grand saint.
Perpet met ainsi véritablement en place une organisation propre à accueillir des pèlerins de toute la Francie. Grégoire de Tours, puis Lull à l'abbaye de Fulda sauront suivre cet exemple. La place prise par le culte de Martin dans la liturgie et la littérature pieuse est d'ailleurs en grande partie due au prosélytisme de Perpet, qui publie un Indiculus des miracles, qu'il fait versifier par Paulin de Périgueux.
Celui-ci y adjoint un poème, De orantibus. Saint Martin est à jamais le patron de la cité dont il fut l'évêque. Jouant sur le nom de Perpetuus, Paulin de Périgueux termine son poème sur cette note : « La ville de Tours bénéficie en Martin d'un évêque perpétuel », « Perpétue urbs Turonum Martino antistite gaudet ».
Selon Grégoire de Tours, Perpet décréta que les fidèles de son diocèse devaient jeûner :

« Depuis la Pentecôte, les mercredis et les vendredis jusqu'à la nativité de saint Jean. Depuis le premier septembre jusqu'au premier octobre, deux jeûnes par semaine. Depuis le premier octobre jusqu'à la mort de saint Martin [aussi], deux jeûnes par semaine. Depuis la mort de saint Martin jusqu'à la nativité du Seigneur, trois jeûnes par semaine. Depuis la nativité de saint Hilaire jusqu'à la mi-février, deux jeûnes par semaine. »

— Saint Grégoire de Tours, Histoire des Francs, Livre X, 31
Ces jeûnes sont toujours respectés au VIe siècle, donc époque de saint Grégoire. Il est évident qu'à cette époque-là, la pratique des jeûnes était locale, en raison de saint Martin de Tours ainsi que de saint Hilaire de Poitiers. Ils n'ont rien de particulier à Perpet et à l'Église de Tours mais sont pratiqués par l'ensemble de la chrétienté : les variantes viendront plus tard.
C'est ce jeûne, prenant part de la mort de saint Martin jusqu'à Noël, qui est à l'origine de la célébration de l'Avent.

## Son testament (apocryphe)
Le testament de Perpet est publié pour la première fois en 1661 par Dom Luc d'Achery dans son Spicilegium. Dans ce document, l'évêque fait des indigents ses héritiers : « Vous, mes frères aimés, ma couronne et ma joie, les pauvres dans le Christ, les nécessiteux, les mendiants malades, veuves et orphelins, je vous fais mes héritiers. » 
Saint Perpet leur fait don par cet acte de pâturages, de vergers, de vignobles, de maisons, de jardins, de moulins, d'or et d'argent, et de ses vêtements. Il est démontré par Julien Havet en 1885 que ce testament est un faux du XVIIe siècle dont l'auteur, Jérôme Vignier, prêtre de l'Oratoire ami de Luc d'Achery, est parfaitement identifié. Le testament réel de Perpet, non parvenu jusqu'à nous, est évoqué par Grégoire de Tours : “Il fit son testament en donnant ce qu'il possédait dans diverses cités (‘civitates’ c.à.d. diocèses) aux églises qui s'y trouvaient”.